# 358.ª Divisão de Infantaria (Alemanha)
A 358ª Divisão de Infantaria (em alemão:358. Infanterie-Division) foi uma unidade militar que serviu no Exército alemão durante a Segunda Guerra Mundial.

## Comandantes
| Comandante                  | Data                                        |
| --------------------------- | ------------------------------------------- |
| Generalleutnant Rudolf Pilz | 10 de março de 1940 - 1 de setembro de 1940 |

## Área de operações
| Polônia | de março de 1940 - junho de 1940 |
| Bélgica | junho de 1940 - setembro de 1940 |